# 河东乡 (松溪县)
河东乡，是中华人民共和国福建省南平市松溪县下辖的一个乡镇级行政单位。

## 行政区划
河东乡下辖以下地区：
水东社区、河东村、长巷村、长江村、大布村、横垅村和岩后村。